# Nicolae Sinescu
Nicolae Sinescu (n. 28 noiembrie 1865 - 1934) a fost unul dintre generalii Armatei României din Primul Război Mondial. 
A îndeplinit funcții de comandant de divizie de cavalerie în campaniile anilor 1916 și 1917.

## Cariera militară
După absolvirea școlii militare de ofițeri cu gradul de sublocotenent, Nicolae Sinescu a ocupat diferite poziții în cadrul unităților de cavalerie sau în eșaloanele superioare ale armatei, cele mai importante fiind cele de comandant al Brigăzii 5 Roșiori și de Inspector General al Cavaleriei.
În perioada Primului Război Mondial, a îndeplini funcțiile de: comandant al Diviziei 2 Cavalerie, în perioada 29 noiembrie 1916 - 15 ianuarie 1917 și comandant al Corpului de Cavalerie între 2 iulie 1917 - decembrie 1917.

## Lucrări
- Darea de seama asupra activităței regimentului 6 Roșiori pe timpul diferitelor perioade de instrucțiuni de la 1 mai 1909-1 octombrie 1909 și de la 1 Oct. 1909-1 Oct. 1910, [de] Lt. Colonel N. Sinescu. Roman (Tip. Leon Friedmann). 1911.
- Călătoriile de Comandament pentru Colonelu, Lt. Colonelu, Maioru și Căpitanu de la toate regimentele de roșiori, diferite comandamente și serviciuri, Executate sub direcțiunea D-lui General Mustață Alexandru, Comandatul Brigăzei X Roșiori., de Lt. Colonel Sinescu N. Focșani (Tip. Batalionului 3 Pionieri), 1912.[1]

## Decorații
- Ordinul „Steaua României”, în grad de ofițer (1912)
- Ordinul „Coroana României”, în grad de comandor (1907)
- Medalia „Bărbăție și Credință” cu distincția „Campania din 1913” (1913)
- Crucea „Meritul Sanitar” (1914)[2]:p. 432